# Rio Kanuti
O rio Kanuti (Kkʼoonootnoʼ na língua koyukon) é um afluente do rio Koyukuk, com cerca de 282 km, localizado no estado do Alasca, Estados Unidos.

## Curso
O rio nasce próximo ao Círculo Polar Ártico e flui predominantemente para oeste, passando sob a rodovia Dalton Highway nas imediações do Monte Caribu. Após cruzar uma planície relativamente plana, o curso d'água adentra um desfiladeiro com aproximadamente 370 m de profundidade, antes de desaguar no rio Koyukuk, nas proximidades da comunidade de Allakaket.
A Reserva Nacional de Vida Selvagem Kanuti abrange uma extensa área da bacia hidrográfica do rio.